# Anisodes ruficosta
Anisodes ruficosta là một loài bướm đêm trong họ Geometridae.